# دو عاشق و یک خرس
دو عاشق و یک خرس (انگلیسی: Two Lovers and a Bear) یک فیلم در ژانر درام به کارگردانی کیم نگوین است که در سال ۲۰۱۶ منتشر شد. از بازیگران آن می‌توان به تاتیانا مازلانی و دین دی‌هان اشاره کرد.